# Fredrik Areschoug

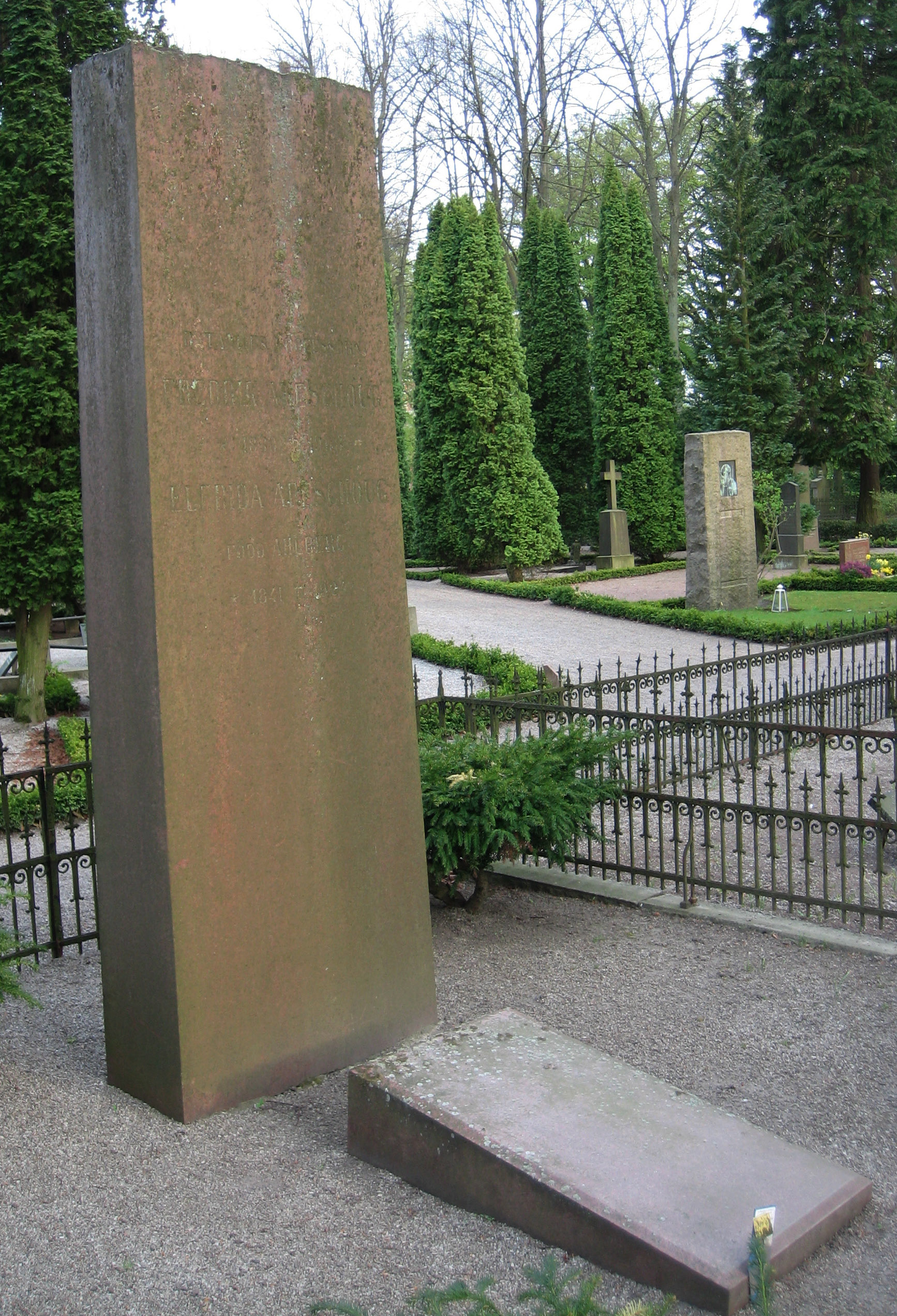
Fredrik Areschougs grav på Norra kyrkogården i Lund.

Fredrik "Fritz" Wilhelm Christian Areschoug, född den 9 oktober 1830 i Simrishamn, död den 21 december 1908 i Lund, var en svensk botaniker och professor.

## Biografi
Areschoug, som tillhörde Arreskowsläkten, var son till handlanden Peter Julius Areschoug och Marie Louise Fallén samt dotterson till professor Carl Fredrik Fallén. Han undervisades i hemmet tills han 1847 inskrevs vid Lunds universitet "för att stanna där för alltid". Här blev han filosofie kandidat 1852, disputerade pro gradu 1853 och promoverades samma år till filosofie magister samt blev påföljande år docent i botanik. 1858 avancerade han till adjunkt och hade då redan temporärt förestått professuren i botanik och skulle så göra ett flertal gånger de kommande decennierna innan han 1879 blev ordinarie innehavare av densamma, vilket han var till sin pensionering 1898. Han fortsatte dock även efter denna med sin forskning.
Parallellt med adjunktur och professur innehade Areschoug också flera olika administrativa poster inom universitetet, bland annat som medlem av dess mindre konsistorium, drätselnämnd och årsskriftsredaktion. Han var vidare 1862–1865 kurator för Wermlands nation och ledamot av stadsfullmäktige i Lund 1873–1878. Han verkade även som lärare vid Privata elementarskolan och vid Alnarps lantbruksinstitut.
Mellan åren 1855 och 1875 företog Areschoug ett stort antal utrikes studieresor till bland annat Balkan, Tyskland, Schweiz och England. Han utsågs till ledamot av flera lärda samfund både inom och utom Sverige, däribland Vetenskapsakademien (1876) och Vetenskaps-Societeten i Uppsala (1887). Han erhöll 1906 den äldre Linnémedaljen i guld av Vetenskapsakademien (KVA). Som vetenskapsman var han en ivrig anhängare av Darwins, vid tiden ännu inte allmänt accepterade, utvecklingslära, och var framför allt känd för sin forskning kring växterna inom hallonsläktet (Rubus) samt inom växtanatomin. Bland hans många publikationer märktes bland annat en skånsk flora. För eftervärlden är Areschoug även hågkommen för sin schism med sin begåvade men politiskt radikale yngre botanikerkollega Bengt Lidforss. Denna hindrade dock inte Lidforss från att senare uttala följande uppskattande ord: "Säkerligen har det vid Lunds universitet aldrig funnits en man med mera öppet sinne för geniala upptäckters räckvidd och med finare väderkorn för de berättigade momenten i nya och omstridda teorier; och äfven på det praktiskt-tekniska området har denna sunda framstegsvänlighet dokumenterat sig på mångahanda sätt, bl. a. i det intresse, hvarmed han ännu som sextiosjuåring satte sig in i den modärna mikrotomtekniken."
Areschougs gravvård finns på Norra kyrkogården i Lund.
Auktorsnamnet F.Aresch. kan användas för Fredrik Areschoug i samband med ett vetenskapligt namn inom botaniken; se Wikipediaartiklar som länkar till auktorsnamnet.